# LeRoy T. Walker
LeRoy Tashreau Walker (* 14. Juni 1918 in Atlanta, Georgia; † 23. April 2012 in Durham, North Carolina) war ein US-amerikanischer Trainer und Sportfunktionär. Von 1992 bis 1996 war er der erste afroamerikanische Präsident des United States Olympic Committees. 1996 war er der Sportdirektor der Olympischen Sommerspiele in Atlanta.

## Leben
Nach der Highschool in Atlanta studierte Walker mit einem Stipendium für Leichtathletik, Football und Basketball am schwarzen Benedict College in Columbia, South Carolina (B.A. in Leibesübungen) und an der Columbia University in New York (M.A. '1945). Er wurde nun der Leichtathletiktrainer des Benetict Colleges und studierte Berufs begleitend an der New York University, wo er 1957 in Biomechanik promovierte. 1945 wechselte er zur North Carolina Central University, wo er als Leichtathletiktrainer und zusätzlich Direktor des Instituts für Leibesübungen wurde. Nach der Promotion bekam er den Rang eines Professors. Von ihm trainierte Leichtathleten nahmen von 1956 an immer an den Olympischen Spielen teil. Der erste war der Doppelolympiasieger Lee Calhoun. Obwohl er einer der erfolgreichsten Leichtathletiktrainer der USA war, war lange Zeit aufgrund des weit verbreiteten Rassismus immer nur von seinen Athleten, nie aber von ihm die Rede. Von 1983 bis 1983 war er der Kanzler seiner North Carolina Central University. Die von ihm trainierten Sportler hatten 11 olympische Goldmedaillen gewonnen, 35 nationale Meisterschaften gewonnen und 80 hatten es in amerikanische Nationalmannschaften geschafft. Von 1984 bis 1988 war er der Schatzmeister, von 1992 bis 1996 der Präsident des United States Olympic Committees. Von 1984 bis 1988 war er zusätzlich Präsident des amerikanischen Leichtathletik-Verbandes, USA Track & Field. Für die amerikanische Regierung war er in der Entwicklungshilfe tätig als Leichtathletiktrainer in Israel und Äthiopien  (1960), Trinidad und Tobago (1964), Jamaika (1968) und Kenia (1972).

## Ehrungen
Er wurde in die United States Olympic Hall of Fame und die National Track and Field Hall of Fame aufgenommen.